# Assiniboin

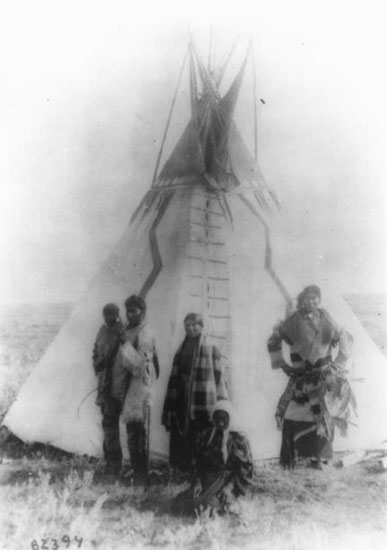
Famiglia Assiniboin, Montana, 1890-1891.

Gli Assiniboin sono una tribù di Nativi Americani, diffusa originariamente nel Dakota del Nord settentrionale e Montana nordorientale. Il ramo settentrionale (dei Canadian Assiniboin, Stoney o Nakoda) era diffuso nel Saskatchewan lungo il fiume Assiniboine, termine usato talvolta per denominare la tribù stessa. Oggi sopravvivono entrambi i gruppi tribali, ma il più numeroso è quello canadese.. 
Chiamano sé stessi Hohe (ribelli), con l'appellativo che fu dato loro dai Sioux dai quali si erano anticamente distaccati, ma anche Nakota (o Nakoda), quasi a conservare così memoria della loro originaria provenienza.

## Etimologia del nome
Il nome "Assiniboin" significa "Colui che cuoce con le pietre" (dalla lingua Chippewa) e fa riferimento all'uso di cuocere il cibo in acqua fatta bollire in contenitori di pelle o cuoio immergendovi pietre arroventate in precedenza sul fuoco.
Questa tecnica assai primitiva è di solito messa in relazione alla assenza o alla scarsa disponibilità di recipienti resistenti alla fiamma.
Il termine chippewa (giunto tramite il francese) è stato anche recepito nella traduzione inglese, come Stone Sioux o Stoney.

## Lingua
Appartiene al sottogruppo dakotan della famiglia linguistica siouan, costituito dalle tre denominazioni dialettali dakota-lakota-nakota, rappresentate rispettivamente:
- la varietà in -d-, dalle tribù Santee (Dakota orientali), e Yankton-Yanktonai (Dakota occidentali);
- la varietà in -l-, dai Teton (che oggi si definiscono ormai soltanto Lakota);
- la varietà in -n- proprio dagli Assiniboin (che chiamano la propria lingua anche nakona[4] - cod. ISO 639-3: (EN) Assiniboine - A language of Canada - ISO 639-3: asb, su ethnologue.com. URL consultato il 17 dicembre 2020 (archiviato dall'url originale il 6 settembre 2012).e dagli Stoney (Lingua nakoda - cod. ISO 639-3:).[5]

## Storia e modo di vita
Distaccatisi in tempi relativamente recenti dai Sioux, di cui divennero nemici, pur continuando ad annoverarli all'interno della denominazione di "nakota", gli Assiniboin condividevano il modo di vita dei Sioux occidentali (Lakota) che era quello dell'area culturale delle Pianure. All'interno di questo, gli Assiniboin si possono collocare nel sottogruppo più estremo, caratterizzato dall'assenza di ogni attività agricola, dal nomadismo e dalla sostanziale dipendenza dal bisonte.
Ebbero incontri con vari esploratori europei e con la celebre spedizione di Lewis e Clark. Di questo periodo restano resoconti che ne descrivono il modo di vita e l'aspetto prima della assimilazione e quasi scomparsa a seguito del contatto con i bianchi. Furono ritratti in più occasioni da Catlin e Bodmer, che ce ne hanno lasciato coloratissime immagini. 
Con l'arrivo in massa dei bianchi e lo scoppio delle guerre indiane nella regione delle Grandi pianure, trovarono modo di continuare la guerra con il nemico ancestrale sioux, essendo spesso impiegati nell'esercito americano in qualità di scout.
Oggigiorno gli antichi "Hohe" tendono comunque a minimizzare le passate fratture con i dakota e a considerarsi invece, in qualche modo, parte della grande nazione, o, forse meglio, tradizione, sioux, dichiarandolo formalmente nei documenti e sui siti on-line dei vari raggruppamenti tribali, e ci sono perfino alcuni Stoney che proclamano una certa qual maggior loro affinità linguistica con i Lakota, piuttosto che con gli Assiniboin, e pretendono di essere dei «Sioux delle Montagne Rocciose» invece che dei semplici discendenti degli Hohe